# Perclorat d'amoni
El perclorat d'amoni és un compost inorgànic, una sal, formada per anions perclorat {\displaystyle {\ce {ClO4-}}} i cations amoni {\displaystyle {\ce {NH4+}}}, la qual fórmula química és {\displaystyle {\ce {NH4ClO4}}}.

## Propietats
El perclorat d'amoni es presenta com un sòlid o pols de color blanc, cristal·lí, i inodor. Cristal·litza en el sistema ortoròmbic. Descompon violentament a 130 °C i la seva densitat 1,95 g/cm³ a 20 °C. És molt soluble en aigua (200 g/L a 249 g/L a 25 °C). És molt soluble en amoníac, soluble en metanol, poc soluble en etanol i acetona i insoluble en acetat d'etil i èter etílic.
És un compost explosiu en pols de partícules menors de 15 μm de diàmetre o si en pols de partícules més grans però seques completament. No es crema fàcilment, sinó que es cremarà si està contaminat per material combustible. Pot explotar en una exposició prolongada a la calor o al foc.

## Obtenció
El perclorat d'amoni es produeix per reacció entre amoníac {\displaystyle {\ce {NH3}}} i àcid perclòric {\displaystyle {\ce {HClO4}}}:
{\displaystyle {\ce {NH3 + HClO4 -> NH4ClO4}}}
o per reacció de sals d'amoni, com ara el clorur d'amoni {\displaystyle {\ce {NH4Cl}}}, amb perclorat de sodi {\displaystyle {\ce {NaClO4}}}:
{\displaystyle {\ce {NH4Cl + NaClO4 -> NH4ClO4 + NaCl}}}

## Usos

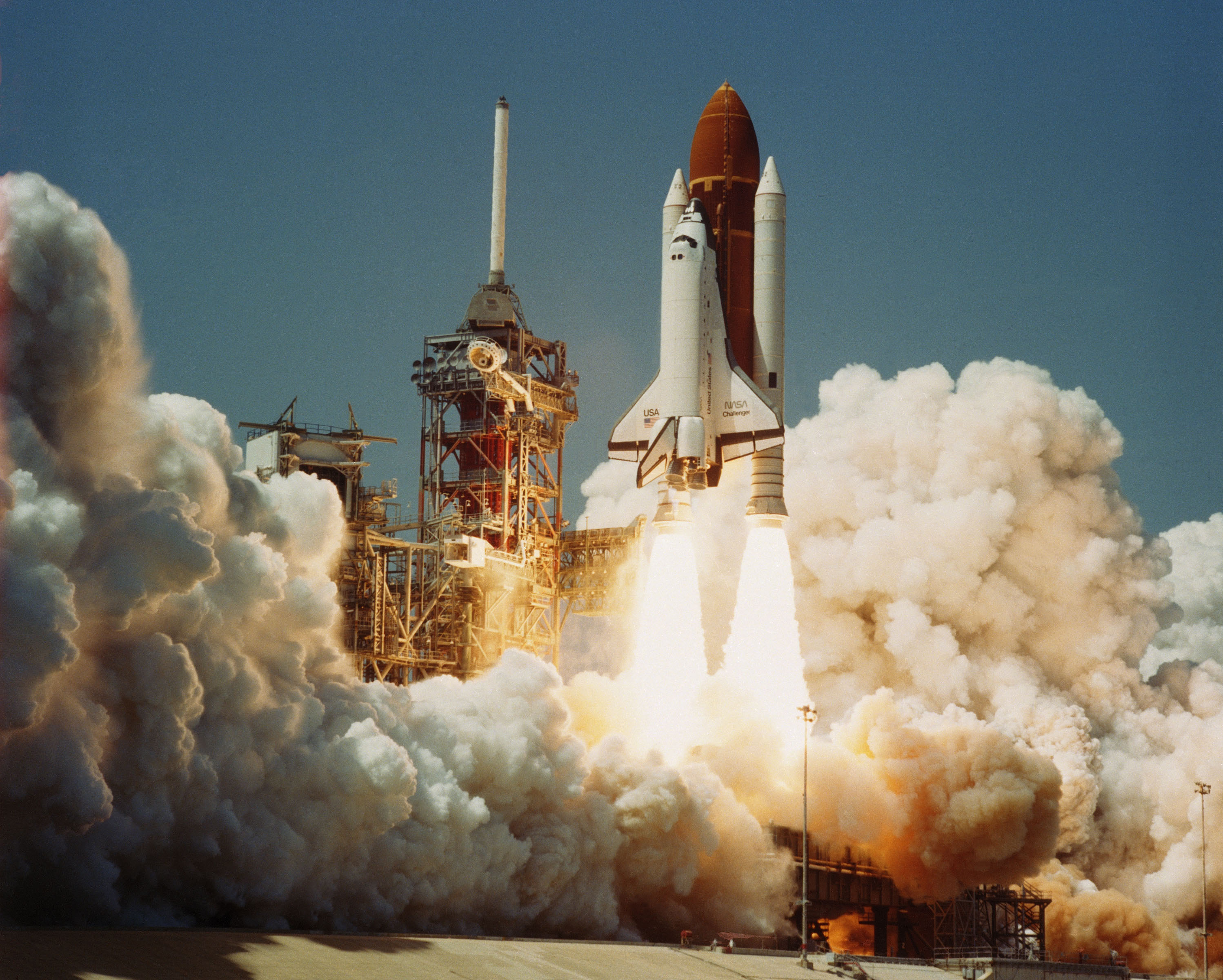
Llançament del transbordador espacial Challenger el 4 d'abril de 1983. Els dos coets blancs situats a ambdós costats de la nau duen una mescla d'alumini i perclorat d'amoni

El perclorat d'amoni s'utilitza principalment per a la producció de propulsors de combustible sòlid. Aquests propulsors estan compostos per combustible i oxidant barrejat amb un aglutinant com el cautxú, tots units en una barreja homogènia. El perclorat serveix com a oxidant, mentre que el combustible pot ser per exemple l'alumini. Fou emprat en els coets de combustible sòlid dels transbordadors espacials de la NASA. La reacció que tenia lloc és:
{\displaystyle {\ce {10Al + 6NH4ClO4 -> 2Al2O3 + 2AlCl3 + 12H2O + 3N2}}}
S'empra també en explosius, pirotècnia, com a agent de gravat i gravat, i en química analítica.